# Прозоркевич, Степан Миронович
Степан Миронович Прозоркевич (1835 — ?) — русский военный деятель, генерал от кавалерии (1900).

## Биография
В службу вступил в  1853 году после окончании Полоцкого кадетского корпуса корпуса произведён в прапорщики, в 1854 году в подпоручики.
Участник Крымской войны, за эту компанию в 1858 году за храбрость получил орден Святой Анны IV степени. В 1856 году произведён в  поручики. С 1860 по 1864 годы участник Кавказской войны, в 1862 году был ранен. За эту компанию за храбрость был награждён орденами Святой Анны III степени с мечами и бантом и Святого Станислава II степени с мечами.
В 1862 году произведён в штабс-капитаны, в 1863 году в есаулы, в 1868 году в войсковые старшины, с 1871 года в подполковники, с 1874 года в полковники. С 1866 года командир батареи, с 1876 года командир конно-артиллерийской бригады Терское казачье войско. С 1877 года участник Русско-турецкой войны, был контужен и ранен. За храбрость в этой компании был награждён орденами Святого Владимира IV степени с мечами и бантом,  Святой Анны II степени с мечами,Святого Владимира III степени с мечами и  Золотой георгиевской саблей «За храбрость».
С 1882 года командир 1-й Терской отдельной казачьей батареи. В 1885 году произведён в генерал-майоры с назначением командиром 1-й бригады 1-й Кавказской казачьей дивизии. С 1893 года начальник этой дивизии. С 1898 года состоял в распоряжении командующего войсками Кавказского военного округа.
В 1900 году произведён в генералы от кавалерии с увольнением в отставку.
Был награждён всеми орденами, вплоть до ордена Святой Анны I степени пожалованного ему в 1892 году.